# Забайкальский военный округ
Ордена Ленина Забайка́льский вое́нный о́круг — оперативно-стратегическое территориальное объединение Народно-революционной армии Дальневосточной Республики, Вооружённых сил СССР и Российской Федерации, формировавшееся трижды и существовавшее в 1921—1922, 1935—1941, 1947—1998 годах на территории Восточной Сибири.
Сокращённое наименование — ЗабВО.
Управление округа находилось в городе Чите.

## История
Забайкальский военный округ (ЗабВО) 1-го формирования был образован приказом Военного совета Народно-революционной армии Дальневосточной республики (НРА ДВР) 3 ноября 1921 года на базе существовавшего с августа 1921 года Восточно-Забайкальского окружного управления и 1-й Забайкальской армии. Округ включал в себя территории Забайкальской и Приморской областей Дальневосточной республики и объединял не только воинские части, но и партизанские формирования на этих территориях. Войска округа вели активные боевые действия в ходе Гражданской войны в России, в том числе против японских интервентов. Округ был упразднён приказом Военного совета НРА ДВР 2 мая 1922 года, войска перешли в его непосредственное подчинение.
Забайкальский военный округ 2-го формирования был образован 17 мая 1935 года приказом Наркома обороны СССР на базе Забайкальской группы Особой Краснознамённой Дальневосточной армии и включал территорию Восточно-Сибирского края и Якутской АССР.
В 1937 году в ЗабВО была сформирована 25-я бронетанковая бригада, дислоцированная на железнодорожной станции разъезд № 74 в посёлке Ясная Читинской области. 1 мая 1938 года бригада получила название 25-я танковая бригада, и впоследствии была переформирована в 33-ю химическую танковую бригаду,.
В предвоенные годы войска округа участвовали в разгроме китайско-маньчжурских и японских милитаристов, пытавшихся вторгнуться в пределы СССР (Хасанские бои (1938)) и Монголии (Бои на Халхин-Голе (1939)).
В июле 1940 года была сформирована 16-я армия, прикрывавшая государственную границу СССР в Забайкалье. В её состав вошли 32-й стрелковый и 5-й механизированный корпуса, 126-й корпусной артиллерийский полк и 112-й отдельный зенитно-артиллерийский дивизион.
21 июня 1940 года приказом Народного комиссара обороны СССР на базе 1-й армейской группы была сформирована 17-я армия.
25 мая 1941 года 16-я армия начала передислокацию в Украинскую ССР. Первые эшелоны 16-й армии (109-я моторизованная дивизия 5-го мехкорпуса) выгрузились в городе Бердичеве 18 июня.
15 сентября 1941 года на базе округа был создан Забайкальский фронт, а сам округ расформирован. 17-я армия вошла в состав войск Забайкальского фронта.
Забайкальский военный округ 3-го формирования был образован постановлением Совета Министров СССР 25 мая 1947 года при разделении Забайкальско-Амурского военного округа. Управление формировалось частично на основе управления этого округа, частично — на основе управления 36-й армии. Округ включил в себя территории Бурят-Монгольской АССР, Читинской области, а также Хабаровский край (без Камчатской и Сахалинской областей, входивших в то время в состав этого края).
До 1953 года округ находился в подчинении Главного командования войск Дальнего Востока. В 1953 году, после упразднения Восточно-Сибирского военного округа, в ЗабВО были включены Иркутская область и Якутская АССР, а Хабаровский край вошёл в состав Дальневосточного военного округа. С этого времени территория ЗабВО оставалась неизменной. В его подчинении находилась группировка советских войск в Монголии.
Войска округа прикрывали основные стратегические и оперативные направления Дальневосточного театра военных действий. Резкое увеличение численности войск округа произошло после обострения советско-китайских отношений. В 1969 году части округа участвовали в пограничном конфликте на острове Даманский. В 1974 году округ был награждён орденом Ленина.
В 1979—1992 годах округ находился под стратегическим руководством Главного командования войск Дальнего Востока. 1 декабря 1998 года Забайкальский военный округ был объединён с Сибирским военным округом. Читинская область, Республика Бурятия и Иркутская область вошли в состав нового Сибирского военного округа (который стал правопреемником СибВО и ЗабВО), а Республика Саха (Якутия) была передана в подчинение Дальневосточному военному округу.
В связи с объединением в 1998 году Сибирского и Забайкальского военных округов правопреемником истории ЗабВО, берущей своё начало с 1935 года, согласно решению Министерства обороны РФ стал новый (объединенный) Сибирский военный округ, а исторического пути бывшего СибВО, официальной датой образования которого является 6 августа 1865 года, — 41-я общевойсковая армия, управление которой было сформировано на базе старого СибВО в Новосибирске. Штаб нового СибВО, как и бывшего ЗабВО, находился в Чите (52°01′56″ с. ш. 113°29′58″ в. д.).
21 октября 2010 года Забайкальский край, а также Республики Бурятия и Саха (Якутия) вошли в состав нового Восточного военного округа, а Иркутская область была передана в подчинение Центрального военного округа. Штаб Восточного военного округа находится в Хабаровске, Центрального — в Екатеринбурге.

## Состав
1937 год
- 4-й химический батальон передан на формирование 25-й бронетанковой бригады.[1]
- 25-я бронетанковая бригада.[1]

1938 год
- 25-я бронетанковая бригада. с 1.05.1938 г. 25-я танковая бригада, которая переформирована в 33-ю химическую танковую бригаду.[1]
- 33-я химическая танковая бригада.[1]

1939 год
- авиационная часть и аэродром (разъезд № 74, посёлок Ясная).[2]
- 33-я химическая танковая бригада (разъезд № 74, посёлок Ясная).[1],[2]
- 13-й отдельный миномётный батальон (разъезд № 74, посёлок Ясная).[2]
- химический полигоне между 74-м и 73-м разъездом (между посёлком Ясная и Ясногорском).[2]

1940 год
- 16-я армия (с июля).

- 32-й стрелковый корпус.
- 5-й механизированный корпус (с 1 июля 1940).

- 13-я танковая дивизия.
- 17-я танковая дивизия.
- 109-я моторизованная дивизия.

- 126-й корпусной артиллерийский полк.
- 112-й отдельный зенитно-артиллерийский дивизион.

- 17-я армия (с 21 июля).

## Вооружённые силы ЗабВО на конец 1980-х гг.
На территории округа, включая Монголию, дислоцировались три общевойсковые армии (29-я, 36-я, 39-я), соединения центрального и окружного подчинения. Авиационную поддержку округа осуществляла 23-я воздушная армия, а воздушное прикрытие — 54-й отдельный гвардейский корпус ПВО и Мукденское соединение ПВО (39-й Мукденский корпус ПВО).
Всего в 1990 г. округ располагал примерно 260 тыс. человек, 3,1 тыс. танков, 4 тыс. боевых бронемашин и 3,9 тыс. орудий, минометов и РСЗО, 200 вертолетами.
- Управление командующего, штаб (г. Чита)
- 12-я артиллерийская Пражская Краснознамённая ордена Суворова дивизия (Чистые Ключи)
- 30-я артиллерийская дивизия кадра (содержалась по штату «Г») (ст. Дивизионная);
- 57-я танковая дивизия кадра (г. Братск);
- 80-я запасная танковая дивизия кадра (г. Нижнеудинск) — 270 ИС-3М;
- 81-я запасная танковая дивизия кадра (г. Нижнеудинск) — 320 Т-34-85;
- 110-я мотострелковая дивизия кадра (г. Братск)[α];
- 143-я мотострелковая дивизия кадра (г. Иркутск);
- 195-я мотострелковая дивизия кадра (г. Петровск-Забайкальский);
- 202-я мотострелковая дивизия кадра (г. Шелехов)[β];
- 247-я мотострелковая дивизия кадра (пгт Дровяная);
- 244-я дивизия охраны тыла кадра (г. Чита).
- 366-й батальон охраны и обеспечения (г. Чита)
- 9-я бригада связи ГКВДВ (г. Чита)
- 50-я отдельная бригада связи ГКВДВ (г. Улан-Удэ)
- 101-я отдельная Хинганская бригада связи
- 102-я отдельная бригада связи (ст. Дровяная)
- 136-я бригада связи (г. Улан-Удэ)
- 80-й узел связи (г. Чита)
- 58-я понтонно-мостовая бригада (г. Чита)
- 151-я понтонно-мостовая бригада (ст. Дровяная)
- 200-я артиллерийская бригада большой мощности (пгт Дровяная)
- 273-я зенитная ракетная бригада (п. Домна)
- 41-я ракетная бригада (п. Безречная)
- 124-я ракетная бригада (ст. Дровяная)
- 11-я отдельная десантно-штурмовая бригада (п. Могоча)
- 24-я отдельная бригада специального назначения ГРУ (г. Улан-Удэ)
- 54-я бригада материального обеспечения (г. Иркутск)
- 232-й отдельный полк РЭБ (Дивизионная)
- 307-й отдельный боевой вертолётный полк (п. Могоча)
- 329-й отдельный транспортно-боевой вертолётный полк (п. Могоча)
- 150-й смешанный авиационный полк ГКВДВ (г. Улан-Удэ)
- 194-й отдельный полк связи тыла (п. Атамановка)
- 174-й инженерно-сапёрный полк (п. Карымское)
- 36-й полк засечки и разведки (г. Кяхта)
- 126-й отдельный батальон химической защиты (п. Горный)
- 60-й отдельный огнемётный батальон (п. Даурия)
- 212-й окружной учебный центр (г. Чита)[γ];
- 213-й окружной учебный центр (г. Борзя)[δ];

### 29-я общевойсковая армия
- Управление командующего, штаб и отдельный батальон охраны и обеспечения (г. Улан-Удэ);
- Соединения и части армейского подчинения:
- 5-я гвардейская танковая Донская казачья, Будапештская Краснознамённая, ордена Красной Звезды дивизия им. Е. А. Щаденко (штаб — Кяхта);
- 52-я мотострелковая Мелитопольская Краснознамённая ордена Суворова дивизия (штаб — Нижнеудинск)[ε];
- 198-я мотострелковая дивизия (Дивизионная)[ζ]
- 245-я мотострелковая дивизия (штаб — Гусиноозерск).

### 36-я общевойсковая армия
- Управление командующего, штаб и отдельный батальон охраны и обеспечения (г. Борзя);
- Соединения и части армейского подчинения;
- 11-я гвардейская мотострелковая Нежинско-Кузбасская ордена Суворова дивизия (штаб — Безречная)[η];
- 38-я гвардейская мотострелковая Лозовская Краснознамённая дивизия (штаб — Сретенск)[θ];
- 122-я гвардейская мотострелковая Волгоградско-Киевская ордена Ленина Краснознамённая, орденов Суворова и Кутузова дивизия (штаб — Даурия)[ι].

### 39-я общевойсковая армия
- Управление командующего, штаб и отдельный батальон охраны и обеспечения (г. Улан-Батор);
- Соединения и части армейского подчинения;
- 2-я гвардейская танковая Тацинская Краснознамённая ордена Суворова дивизия (Чойбалсан)[κ];
- 51-я танковая дивизия (Булган)[λ];
- 12-я мотострелковая дивизия (Багануур)[μ];
- 41-я мотострелковая дивизия (Чойр)[ν];
- 91-я мотострелковая дивизия (Шивээговь)[ξ].

### ВВС и ПВО
| Авиационную поддержку округа осуществляла 23-я воздушная Краснознамённая армия: - 21-я бомбардировочная авиационная дивизия; - 30-я истребительно-бомбардировочная авиационная дивизия; - 36-й отдельный смешанный авиационный полк; - 120-й отдельный истребительный авиационный полк; - 150-й отдельный смешанный авиационный полк; - 192-й отдельный гвардейский военно-транспортный авиационный полк; - 44-й смешанный авиационный корпус; Также базировался штаб 30-й воздушной армии ВГК и её 1 авиадивизия: - 31-я бомбардировочная авиационная дивизия. | Воздушное прикрытие войск округа осуществлял 50-й гвардейский корпус ПВО 14-й армии ПВО (до 1986 — 16-я гвардейская дивизия ПВО): - 22-й истребительный авиационный полк; - 469-я гвардейская зенитная ракетная бригада; - 394-й зенитный ракетный полк; - 413-й зенитный ракетный полк; - 1157-й зенитный ракетный полк; - 1282-й зенитный ракетный полк; - 69-я радиотехническая бригада; - 157-й радиотехнический полк; - 203-й радиотехнический полк. - 157-й радиотехнический полк. |

### РВСН
53-я ракетная Краснознамённая армия:
- 4-я ракетная дивизия;
- 29-я гвардейская ракетная дивизия;
- 47-я ракетная дивизия.

## Состояние войск округа в 1990-е гг
В связи с изменением военно-политической обстановки в регионе и выводом войск из Монголии, управление 39-й армии было расформировано, управления 36-й и 29-й армий переформированы в управления 55-го и 57-го армейских корпусов 01.09.1989 г. и 22.02.1988 г. соответственно.
Подчинённые армиям дивизии подвергнуты переформированию в бригады, базы хранения или расформированы. Так, подчинённые расформированной 36-й армии 11-я мотострелковая дивизия в 1991 г. переформирована в 5503-ю БХВТ (расформирована в 1992 г.), 38-я стала 131-й пулеметно-артиллерийской («стационарной») дивизией, 122-я — также стала пулемётно-артиллерийской. Дивизии расформированной 29-й армии: 52-я мотострелковая дивизия в 1991 г. переформирована в 169-ю отдельную мотострелковую бригаду (позже переформированную в 5208-ю БХВТ), 91-я переформирована в 5209-ю БХВТ (ранее входившая в состав армии 198-я мотострелковая дивизия расформирована ещё в 1987 году). Входившие в состав 36-й армии УРы объединили с оставшимися дивизиями армии.
Выведенные из Монголии дивизии также подверглись расформированию. 12-я мотострелковая дивизия переформирована в 5517-ю БХВТ (расформирована в 1993 г.), 41-я мотострелковая дивизия — расформирована в 1992 г., 51-я танковая дивизия передислоцирована в Наушки в 1989 г. и переформирована в 6063-ю БХВТ.
Таким образом, на середину 1990-х гг. округ включал следующие соединения и части:
- 2-я гвардейская танковая Тацинская Краснознамённая, ордена Суворова дивизия (ст. Мирная) в составе;
  - 4-й гвардейский танковый Минский Краснознамённый, орденов Суворова и Кутузова полк имени 50-летия СССР ;
  - 90-й гвардейский танковый Митавский полк;
  - 268-й гвардейский танковый Ельнинский Краснознамённый полк;
  - 272-й гвардейский мотострелковый Краснознамённый, ордена Суворова полк (п. Борзя);
  - 873-й самоходный артиллерийский Минский ордена Александра Невского полк;
  - 1106-й гвардейский зенитно-ракетный полк;
  - 1-й гвардейский отдельный батальон связи (ст. Безречная).
- 5-я гвардейская танковая Будапештская Краснознамённая Донская казачья дивизия (г. Кяхта), в состав которой входили:
  - 108-й гвардейский танковый полк;
  - 140-й гвардейский танковый Дебреценский Краснознамённый, ордена Богдана Хмельницкого Донской казачий полк;
  - 160-й гвардейский танковый Волновахский Краснознамённый, ордена Богдана Хмельницкого Донской казачий полк (Гусиноозёрск);
  - 311-й гвардейский мотострелковый Корсуньский Краснознамённый, ордена Кутузова Донской казачий полк;
  - 861-й гвардейский реактивный артиллерийский полк;
  - 940-й гвардейский зенитно-ракетный полк (Гусиноозёрск);
- 245-я мотострелковая дивизия (Гусиноозерск) (в начале 2000-х гг. дивизия переформирована в 6803-ю БХВТ);
- 212-й окружной учебный центр (переформированная 49-я учебная танковая дивизия (Чита);
- 213-й окружной учебный центр (переформированная 150-я учебная мотострелковая дивизия) (Борзя). На его базе в 1994 г. сформирована 168-я отдельная мотострелковая бригада (в 1998 г. бригада вошла в состав вновь сформированной 36-й армии);
- 11-я отдельная гвардейская десантно-штурмовая бригада (Улан-Удэ) (позднее бригада была подчинена штабу 57-го корпуса);
- 24-я отдельная бригада специального назначения (Улан-Удэ);
- 12-я артиллерийская Пражская Краснознамённая ордена Суворова дивизия (Чистые Ключи) (в 1990-е переформирована в БХВТ);

В составе 55-го армейского корпуса (штаб — г. Борзя) (на основе корпуса в марте 1998 г. вновь сформирована 36-я общевойсковая армия) находились:
- 131-я гвардейская пулемётно-артиллерийская Лозовская Краснознамённая дивизия (Сретенск);
- 122-я гвардейская пулемётно-артиллерийская Волгоградско-Киевская ордена Ленина, Краснознамённая, орденов Суворова и Кутузова дивизия (Даурия);
- части корпусного подчинения.

Численность вооружений на 1995 г. оценивалась в 3000 танков, 4000 единиц бронетехники, 4000 орудий и миномётов.
Дальнейшую трансформацию округ претерпел при его соединении в 1998 г. с Сибирским военным округом.

## Командующие войсками ЗабВО
- ноябрь — декабрь 1921 — Степан Михайлович Серышев,
- декабрь 1921 — май 1922 — Альберт Янович Лапин,
- май 1935 — июнь 1937 — комкор Иван Кенсоринович Грязнов,
- июнь — декабрь 1937 — командарм 2 ранга Михаил Дмитриевич Великанов,
- 28.11.1937 — 29.04.1938 — комкор М. Г. Ефремов,
- 19.04.1938 — 11.10.1939 — комкор В. Ф. Яковлев,
- 22 июля 1938 — 22 июня 1940 — комкор Ф. Н. Ремезов,
- 22.06.1940 — 13.01.1941 —  генерал-лейтенант И. С. Конев,
- 14.01. — 19.06.1941 —  генерал-лейтенант П. А. Курочкин,
- 19 июня — 15 сентября 1941 — генерал-лейтенант М. П. Ковалёв
- июнь 1947 — март 1951 —  генерал-полковник К. А. Коротеев,
- март 1951 — май 1953 —  генерал-полковник Д. Н. Гусев,
- май 1953 — январь 1956 — генерал-лейтенант, с 1954 генерал-полковник Е. Г. Троценко,
- январь 1956 — январь 1958 —  генерал-полковник Д. Д. Лелюшенко,
- январь 1958 — июнь 1960 — генерал-полковник Я. Г. Крейзер,
- июль 1960 — август 1966 — генерал-полковник Д. Ф. Алексеев,
- август 1966 — декабрь 1978 —  генерал-полковник, с февраля 1969 генерал армии П. А. Белик,
- декабрь 1978 — январь 1984 — генерал-полковник, с октября 1979 генерал армии Г. И. Салманов,
- январь 1984 — февраль 1987 — генерал-полковник, с ноября 1986 генерал армии С. И. Постников,
- февраль 1987 — сентябрь 1988 — генерал-полковник А. А. Бетехтин,
- сентябрь 1988 — сентябрь 1991 — генерал-лейтенант, с ноября 1988 генерал-полковник В. М. Семёнов,
- сентябрь 1991 — июль 1996 — генерал-полковник В. С. Третьяков,
- сентябрь 1996 — декабрь 1998 — генерал-полковник Н. В. Кормильцев.

## Члены Военного совета
- ноябрь 1921 — А. К. Флегонтов,
- ноябрь 1921 — май 1922 — В. А. Бюллер,
- май 1935 — июль 1937 — корпусной комиссар В. Н. Шестаков,
- июль — декабрь 1937 — корпусной комиссар А. М. Битте,
- декабрь 1937 — февраль 1939 — дивизионный комиссар Д. С. Леонов,
- февраль 1939 — февраль 1940 — дивизионный комиссар, с июня 1940 корпусной комиссар Д. А. Гапанович,
- февраль — сентябрь 1941 — корпусной комиссар К. Н. Зимин,
- июнь 1947 — апрель 1950 — генерал-майор, с мая 1949 генерал-лейтенант В. К. Шманенко,
- апрель — июль 1950 — генерал-лейтенант В. И. Уранов,
- июль 1950 — февраль 1953 — генерал-майор Н. Г. Пономарёв,
- февраль 1953 — сентябрь 1957 — генерал-майор, с августа 1955 генерал-лейтенант Н. А. Вишневский,
- сентябрь 1957 — сентябрь 1958 — полковник, с февраля 1958 генерал-майор Г. Я. Марченко,
- сентябрь 1958 — ноябрь 1960 — генерал-майор А. К. Плотников,
- ноябрь 1960 — июнь 1962 — генерал-майор П. В. Вашура,
- июнь 1962 — май 1967 — генерал-майор, с июня 1962 генерал-лейтенант И. Н. Лебедевич,
- май 1967 — май 1975 — генерал-майор, с мая 1970 генерал-лейтенант В. А. Гончаров,
- май 1975 — апрель 1980 — генерал-майор, с февраля 1976 генерал-лейтенант А. Д. Лизичев,
- апрель 1980 — октябрь 1985 — генерал-лейтенант Ломов В. М.,
- октябрь 1985 — декабрь 1988 — генерал-майор, с мая 1988 генерал-лейтенант И. Я. Солодилов,
- декабрь 1988 — апрель 1991 — генерал-майор, с мая 1989 генерал-лейтенант И. Т. Рымарев.

## Начальники штаба
- ноябрь 1921 — февраль 1922 — В. И. Серебров,
- февраль — апрель 1922 — Е. Д. Филаретов,
- апрель — май 1922 — Н. П. Фелицин,
- май 1935 — июнь 1937 — комдив Я. Г. Рубинов,
- июнь 1937 — апрель 1938 — комдив М. Д. Великанов,
- январь — апрель 1938 — комкор А. И. Тарасов,
- апрель 1938 — июль 1940 — комдив П. К. Корытников,
- июль 1940 — сентябрь 1941 — генерал-майор Е. Г. Троценко,
- июнь 1947 — май 1953 — генерал-лейтенант Е. Г. Троценко,
- июнь 1953 — сентябрь 1954 — генерал-лейтенант В. А. Пеньковский,
- сентябрь 1954 — июль 1956 — генерал-майор, с августа 1955 генерал-лейтенант М. А. Вавилов,
- июль 1956 — март 1963 — генерал-лейтенант В. А. Глуздовский,
- март 1963 — май 1967 — генерал-лейтенант Н. П. Чунихин,
- май 1967 — май 1968 — генерал-лейтенант М. М. Козлов,
- май 1968 — сентябрь 1972 — генерал-лейтенант К. В. Югов,
- октябрь 1972 — октябрь 1979 — генерал-лейтенант, с февраля 1978 генерал-полковник Н. И. Лапыгин,
- октябрь 1979 — июнь 1983 — генерал-лейтенант, с ноября 1980 генерал-полковник В. Н. Верёвкин-Рахальский,
- июнь 1983 — июль 1988 — генерал-лейтенант М. П. Бурлаков,
- август 1988 — февраль 1993 — генерал-лейтенант А. В. Терентьев,
- апрель 1993 — февраль 1996 — генерал-лейтенант В. Г. Казанцев,
- апрель — декабрь 1998 — генерал-лейтенант В. А. Болдырев.

## Первые заместители командующего войсками ЗабВО
- апрель 1949 — сентябрь 1953 — генерал-лейтенант С. С. Фоменко,
- сентябрь 1955 — октябрь 1961 —  генерал-лейтенант танковых войск В. И. Жданов,
- сентябрь 1962 — декабрь 1969 —  генерал-лейтенант танковых войск М. Г. Фомичёв,
- декабрь 1969 — август 1972 — генерал-майор, с апреля 1970 генерал-лейтенант Я. А. Гугняк,
- август 1972—1979 — генерал-лейтенант, с февраля 1978 генерал-полковник С. К. Магометов,
- декабрь 1979 — июль 1982 — генерал-лейтенант К. А. Кочетов,
- сентябрь 1982 — июль 1986 — генерал-лейтенант П. В. Ледяев,
- октябрь 1986 — август 1988 — генерал-лейтенант В. М. Семёнов,
- октябрь 1988 — август 1991 — генерал-лейтенант В. С. Третьяков,
- сентябрь 1991 — август 1992 —  генерал-лейтенант Е. В. Высоцкий,
- октябрь 1992 — сентябрь 1994 генерал-лейтенант В. В. Жеребцов
- ноябрь 1994 — сентябрь 1996 — генерал-лейтенант Н. В. Кормильцев,
- сентябрь 1996 — апрель 1998 — генерал-лейтенант В. А. Болдырев.

## Почетные солдаты ЗабВО
- Матыжонок, Сергей Иванович,
- Номоконов, Семён Данилович.